# Kändler (Limbach-Oberfrohna)
Kändler ist ein Ortsteil der Großen Kreisstadt Limbach-Oberfrohna im sächsischen Landkreis Zwickau. Er wurde am 1. Januar 1999 eingemeindet.

## Geografie

### Geografische Lage und Verkehr
Kändler liegt im östlichen Stadtgebiet von Limbach-Oberfrohna. Die Bebauung geht nahtlos ineinander über. Durch Kändler fließt der Pleißenbach, ein Zufluss der Chemnitz.

### Nachbarorte
|         | Hartmannsdorf                               |                         |
| Limbach | Kompassrose, die auf Nachbargemeinden zeigt | Röhrsdorf mit Löbenhain |
| Pleißa  | Grüna                                       |                         |

## Geschichte

### 14. und 15. Jahrhundert (Entstehung des Orts)

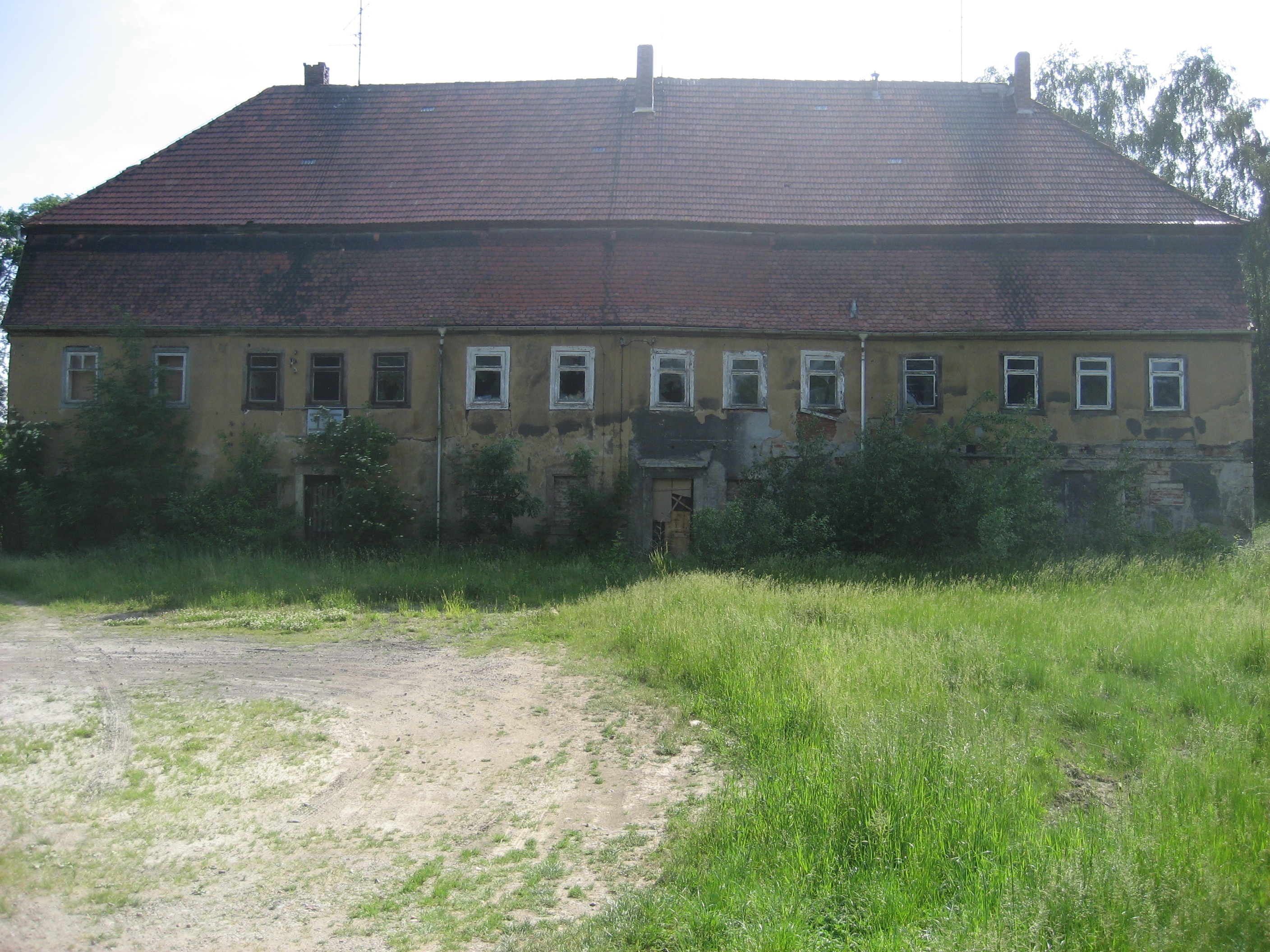
Die Ruine des Rittergutes im Jahre 2008

Der Ortsname von Kändler stammt mit hoher Wahrscheinlichkeit aus dem Begriff des „Kännelns“, des Holztransportes in Rutschen und Rinnen aus dem nahen Rabensteiner Wald. Kändler wurde als Kenlern im Jahr 1375 zum ersten Mal in einer Urkunde erwähnt, die den Verkauf des zur Herrschaft Rabenstein gehörigen Anteils von Kändler von den Herren von Waldenburg an das Benediktinerkloster Chemnitz dokumentiert. Burggraf Albrecht von Leisnig wollte dies nicht dulden, da seinem Geschlecht bereits im Jahr 1336 die Herrschaft Rabenstein beim Aussterben der Herren von Waldenburg als Lehen in Aussicht gestellt wurde. Als Folge der daraus entstandenen Rabensteiner Fehde (1386) gehörte Kändler in den folgenden Jahrhunderten zu verschiedenen Grundherrschaften. Der südliche Teil unterstand seitdem der Herrschaft Rabenstein unter der Verwaltung des Klosters Chemnitz. Der nördliche Teil unterstand als Besitz der Burggrafen von Leisnig zunächst zur Herrschaft Rochsburg und nach einer Besitzteilung innerhalb der Burggrafen von Leisnig ab 1436 zur Herrschaft Penig.

### 16. bis 19. Jahrhundert (Amts- und Rittergutsgemeinde)
Im 15. Jahrhundert hatten sich somit zwei Gemeindeteile nebeneinander entwickelt.
Der südliche, Kändler „Amtsteil“, kam mit der Reformation im Jahre 1540 zum neu gebildeten wettinischen Amt Chemnitz. Ein Teil dieses Amtsanteils war als Amtsdorf direkt dem Amt Chemnitz unterstellt, der andere Anteil gehörte zum Rittergut Limbach. Kirchlich war der Amtsanteil nach Pleißa gepfarrt.
Der nördliche Anteil von Kändler, genannt Kändler „Rittergutsanteil“, unterstand dem ab 1551 erwähnten Rittergut Kändler, welches als Exklave im Amt Chemnitz zur Herrschaft Penig gehörte. Diese kam nach dem Tod des letzten Burggrafen Hugo von Leisnig im Jahr 1538 an die Wettiner, die sie im Jahr 1543 an die Herren von Schönburg vertauschten. Somit gehörte Kändler, Rittergutsanteil bis ins 19. Jahrhundert zur Schönburgischen Landesherrschaft Penig unter wettinischer Oberhoheit. Für das Jahr 1560 ist ein Verkauf des Ritterguts Kändler an Wolf Dietrich von Dobeneck durch die Herren von Quetz und von Reybisch belegt. Kirchlich war der Rittergutsanteil nach Limbach gepfarrt.
Kändler (Amtsgemeinde) gehörte bis 1856 zum kursächsischen bzw. königlich-sächsischen Amt Chemnitz. Kändler (Rittergutsgemeinde) gehörte bis 1836 zur Schönburgischen Landesherrschaft Penig unter Zuordnung zum kursächsischen bzw. königlich-sächsischen Amt Zwickau. Infolge einer administrativen Neugliederung wurde auch Kändler (Rittergutsgemeinde) im Jahr 1836 dem Amt Chemnitz unterstellt. 1856 kamen beide Anteile von Kändler zum Gerichtsamt Limbach und 1875 zur Amtshauptmannschaft Chemnitz. Erst 1890 wurde eine einheitliche Gemeinde gebildet.

### 20. Jahrhundert bis zur Gegenwart
Um die Wende zum 20. Jahrhundert hatte auch in Kändler die Industrialisierung Einzug gehalten. Im Ort existierten mehrere Textilbetriebe, wie Baumwollspinnerei, Seidenwirkerei und Strumpfwirkerei. Mit der Eröffnung der Bahnstrecke Limbach–Wüstenbrand, welche nördlich des Orts auf die 1872 eröffnete Bahnstrecke Limbach–Wittgensdorf stieß, erhielt Kändler im Jahr 1897 eine Bahnstation, die bis 1950 im regulären Betrieb bedient wurde. Danach fanden auf dem verbliebenen Reststück zwischen Limbach und Röhrsdorf über Kändler bis 1994 noch Fahrten zum Umspannwerk Röhrsdorf statt.
Durch die zweite Kreisreform in der DDR kam Kändler im Jahr 1952 zum Kreis Chemnitz-Land im Bezirk Chemnitz (1953 in Kreis Karl-Marx-Stadt-Land und Bezirk Karl-Marx-Stadt umbenannt), der ab 1990 als sächsischer Landkreis Chemnitz fortgeführt wurde. Bei dessen Auflösung kam Kändler im Jahr 1994 zum Landkreis Chemnitzer Land, der 2008 im Landkreis Zwickau aufging. Am 1. Januar 1999 wurde Kändler in die Große Kreisstadt Limbach-Oberfrohna eingemeindet. Im Jahr 2015 wurde als letztes Gebäude des einstigen Ritterguts Kändler das Herrenhaus abgerissen.

## Verkehr

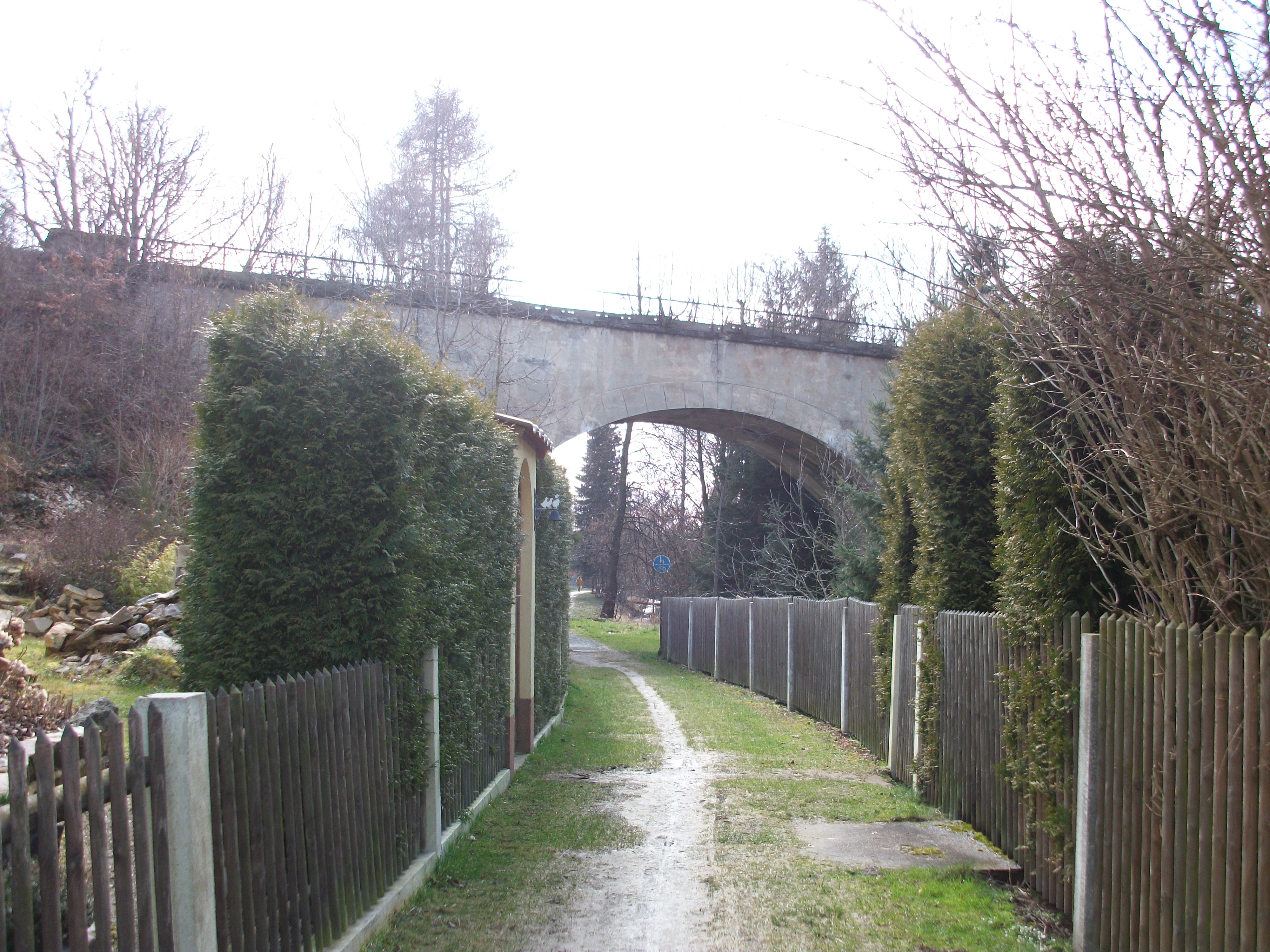
Kändler, Pleißenbachviadukt

Kändler wird von der A 4 tangiert. Die heutige Anschlussstelle Limbach-Oberfrohna hieß bis Mitte der 1990er Jahre Anschlussstelle Kändler und war offiziell nur in Richtung Eisenach befahrbar. Seit 2006 kann Kändler über die Anschlussstelle Chemnitz-Röhrsdorf auf der A 72 erreicht werden.
Der Bahnhof Kändler an der 1897 eröffneten Bahnstrecke Limbach–Wüstenbrand wurde bis 1950 von Personenzügen angefahren. Er bestand aus zwei Weichen, einem Ladegleis mit Rampe und einem hölzernen Wartehäuschen mit Freiabtritt, von denen heute nichts mehr vorhanden ist. Zuletzt diente der Streckenast von Limbach zum Zentralen Umspannwerk (ZUW) in Röhrsdorf nur noch dem Güterverkehr. Der letzte Transport fand am 8. Dezember 1997 statt. Die Gleise wurden inzwischen abgebaut. Auf dem ehemaligen Bahnhofsgelände führt nun eine Verbindungsstraße zur Hartmannsdorfer Straße. Von der einstigen Haltestelle Kändler zeugen die Straßen „Am Bahnhof“ und die „Bahnhofstraße“ in Kändler, sowie eine Eisenbahnbrücke über die „Hauptstraße“, die in Richtung Wüstenbrand kurz hinter der Station lag. In Richtung Umspannwerk Röhrsdorf erinnert das Pleißenbachviadukt an die Zeit der Eisenbahn. Die an Kändler vorbeiführende Eisenbahnstrecke Limbach–Wittgensdorf wurde im Jahr 2003 stillgelegt. Nach dem Chemnitzer Modell soll Limbach-Oberfrohna jedoch über Teile dieser stillgelegten Strecke an die Chemnitzer Stadtbahn angebunden werden. Die Planungen seitens Limbach-Oberfrohna und Chemnitz sehen hierzu eine mögliche Trasse über Kändler, Chemnitz-Röhrsdorf und Chemnitz-Zentrum vor. 2003 wurde vom Rat der Stadt mehrheitlich eine entsprechende Variante favorisiert, deren Kosten auf 16 Millionen Euro geschätzt werden. In Kändler verkehren die Omnibus-Linien 253 (Chemnitz-Schönau – Limbach-Oberfrohna (- Rußdorf)) und 254 (Chemnitz-Ebersdorf – Limbach-Oberfrohna, Lutherkirche).

## Unternehmen
Mit der beginnenden Industrialisierung im 19. Jahrhundert entstanden Textilindustrie und Maschinenbau, Färbereien, Handschuhfabriken und Strumpfwirkereien.
- Carl Pohlers (Maschinenfabrik), später VEB Wirkmaschinenbau Limbach-Oberfrohna, nach der Wende durch die Treuhandanstalt als Karl Mayer Kändler Maschinenbau GmbH privatisiert
- Erhard Wunsch (Färberei)
- USK – Utz Sondermaschinenbau Kändler

## Persönlichkeiten
- Manfred Schneider (1934–2018), Mathematiker und Hochschullehrer

## Bauwerke

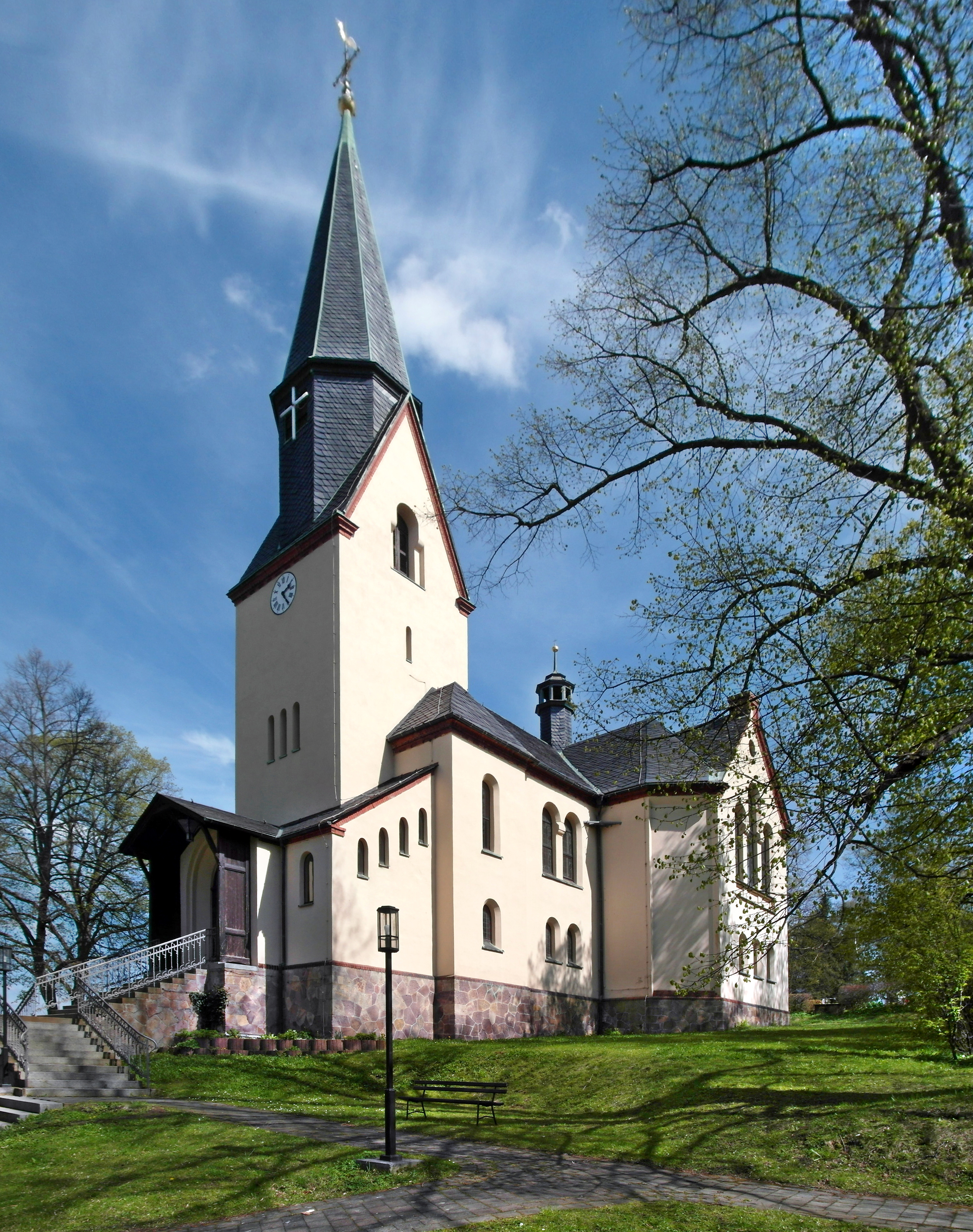
Lutherkirche Kändler

- evangelische Lutherkirche, erbaut 1901–1902 nach Entwurf von Paul Lange
- Rathaus Kändler, erbaut 1913
- Landhaus Wunsch (ehemaliges Gästehaus der SED-Bezirksleitung)

## Bilder

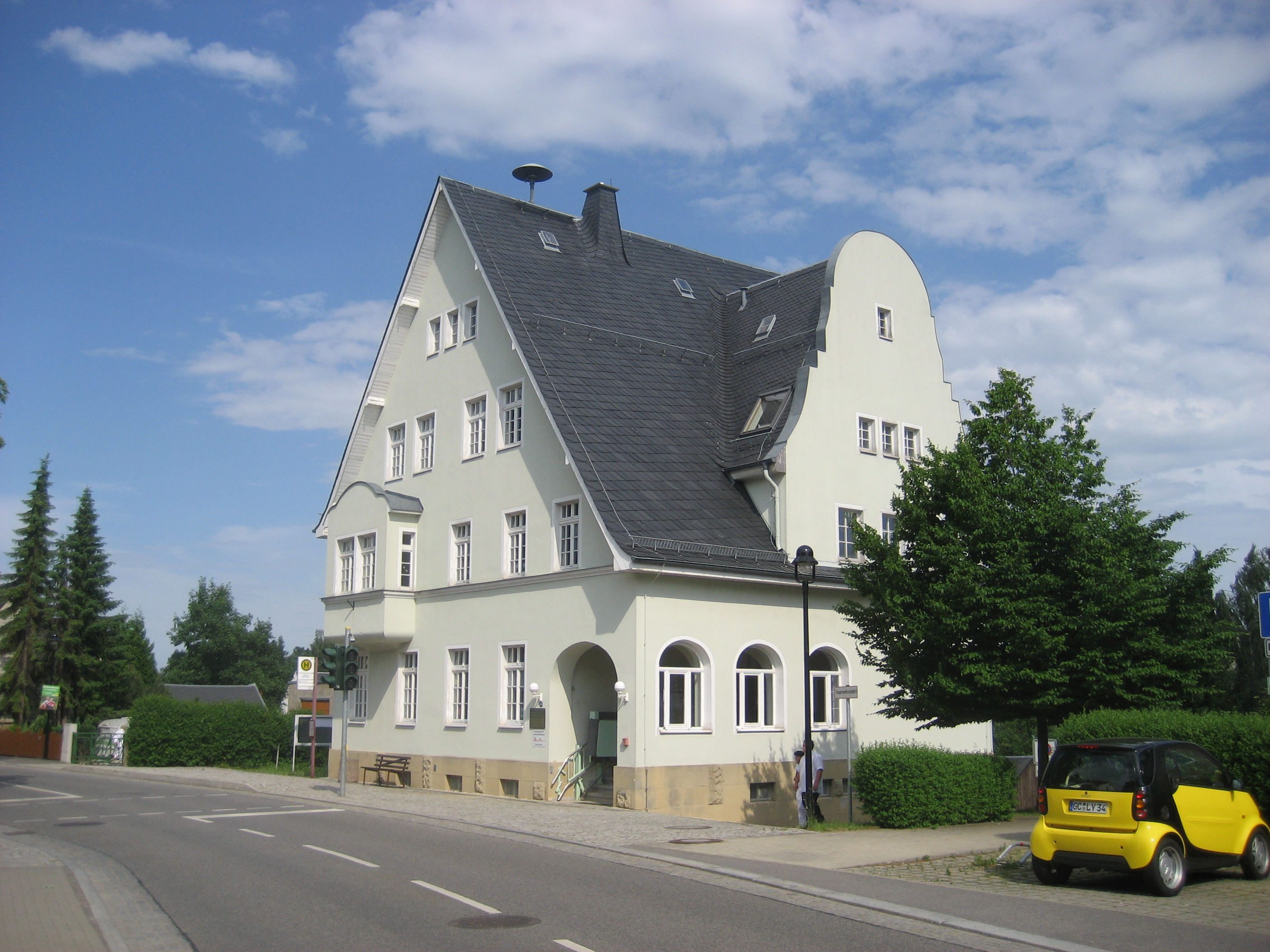
Rathaus
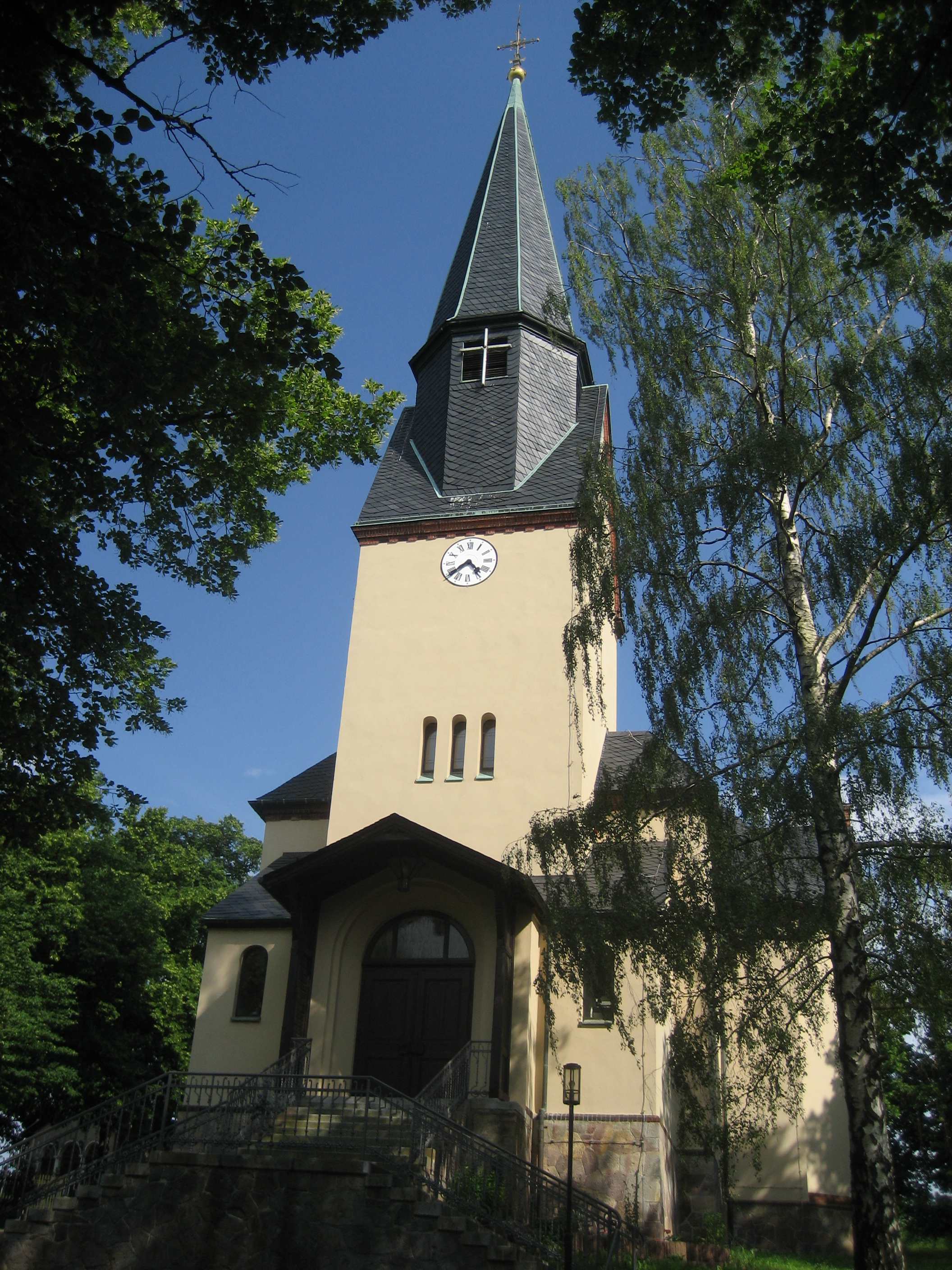
Lutherkirche
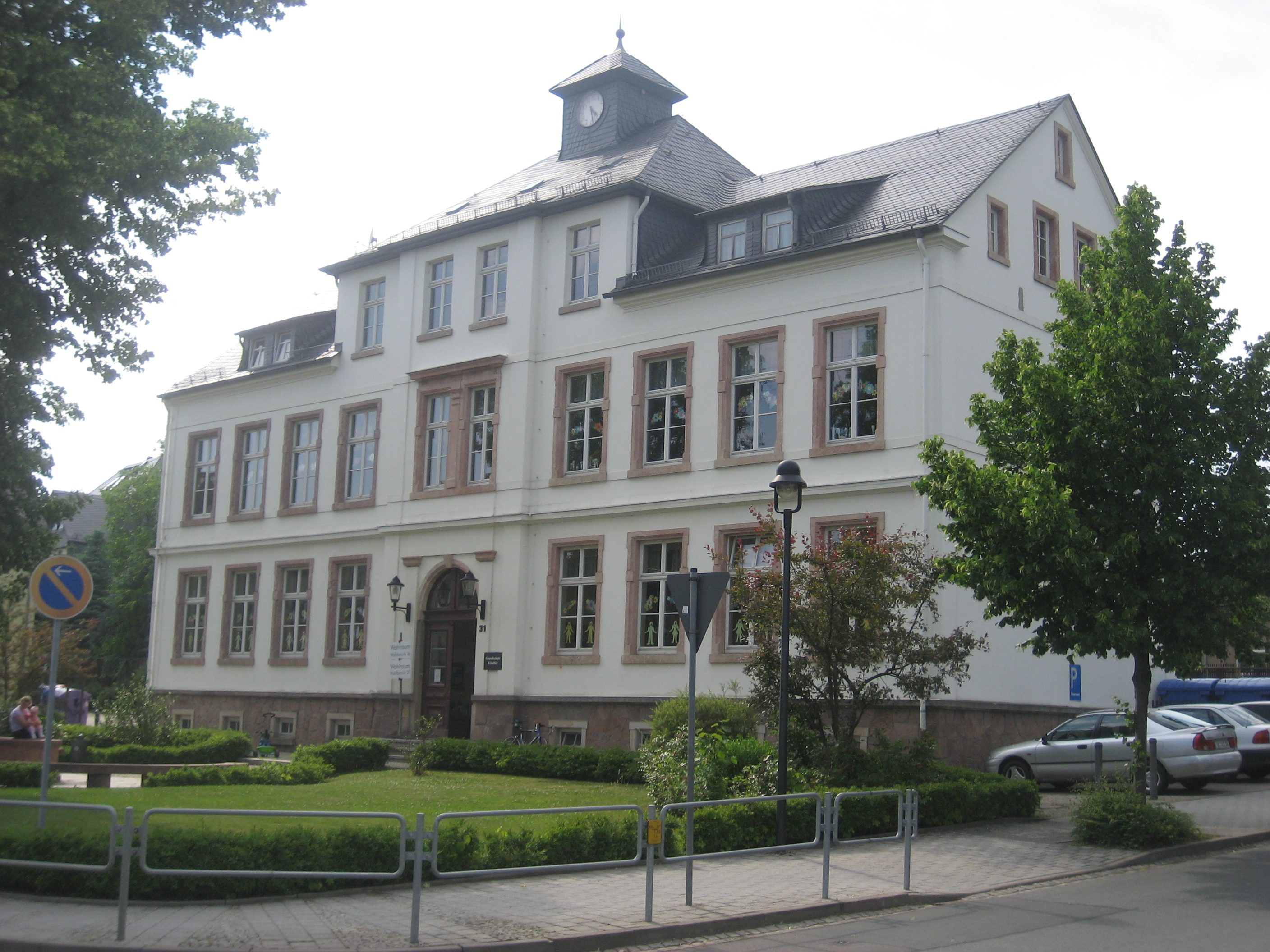
Grundschule
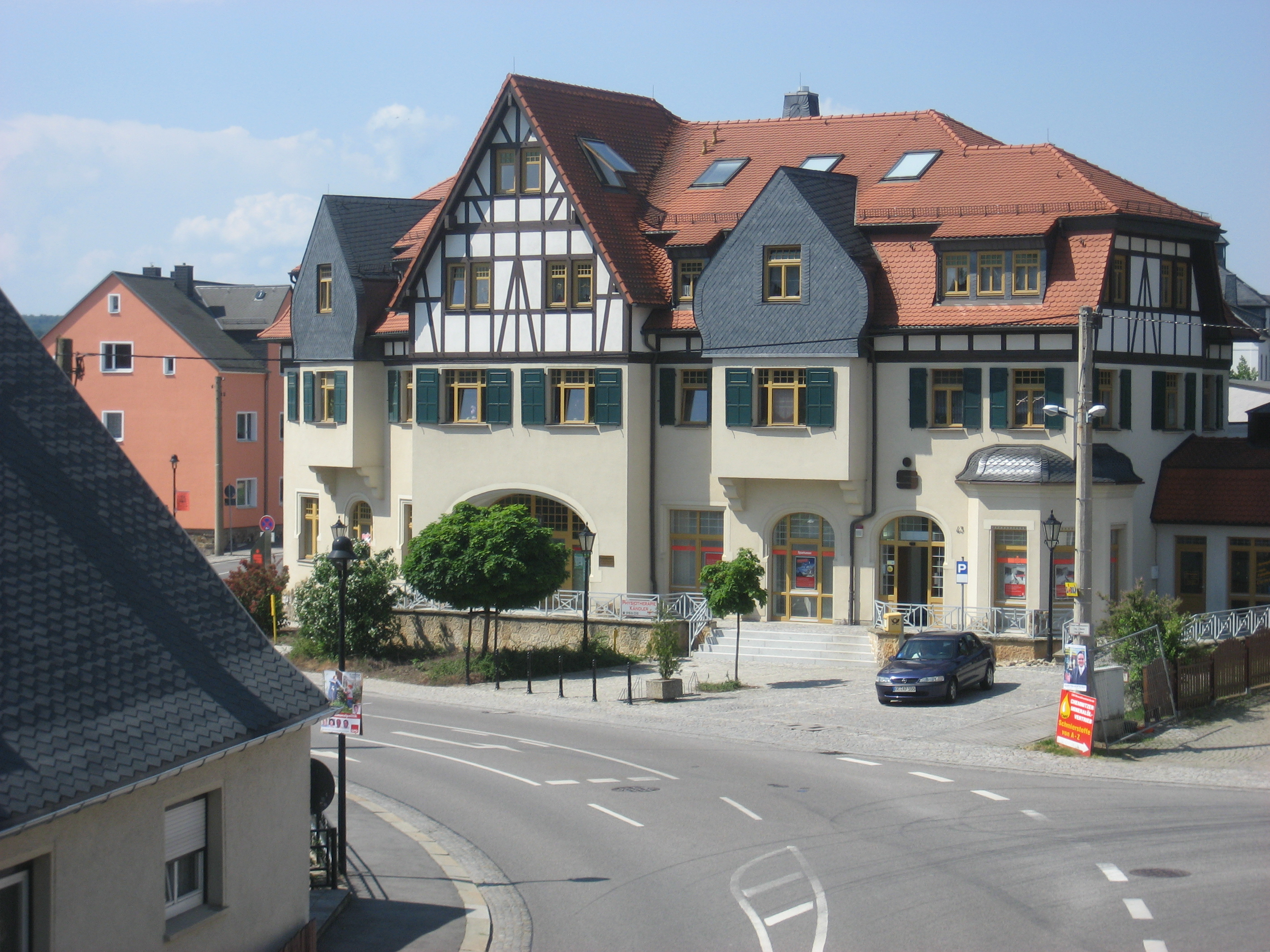
Ehemaliger Ratskeller, heute Sparkasse
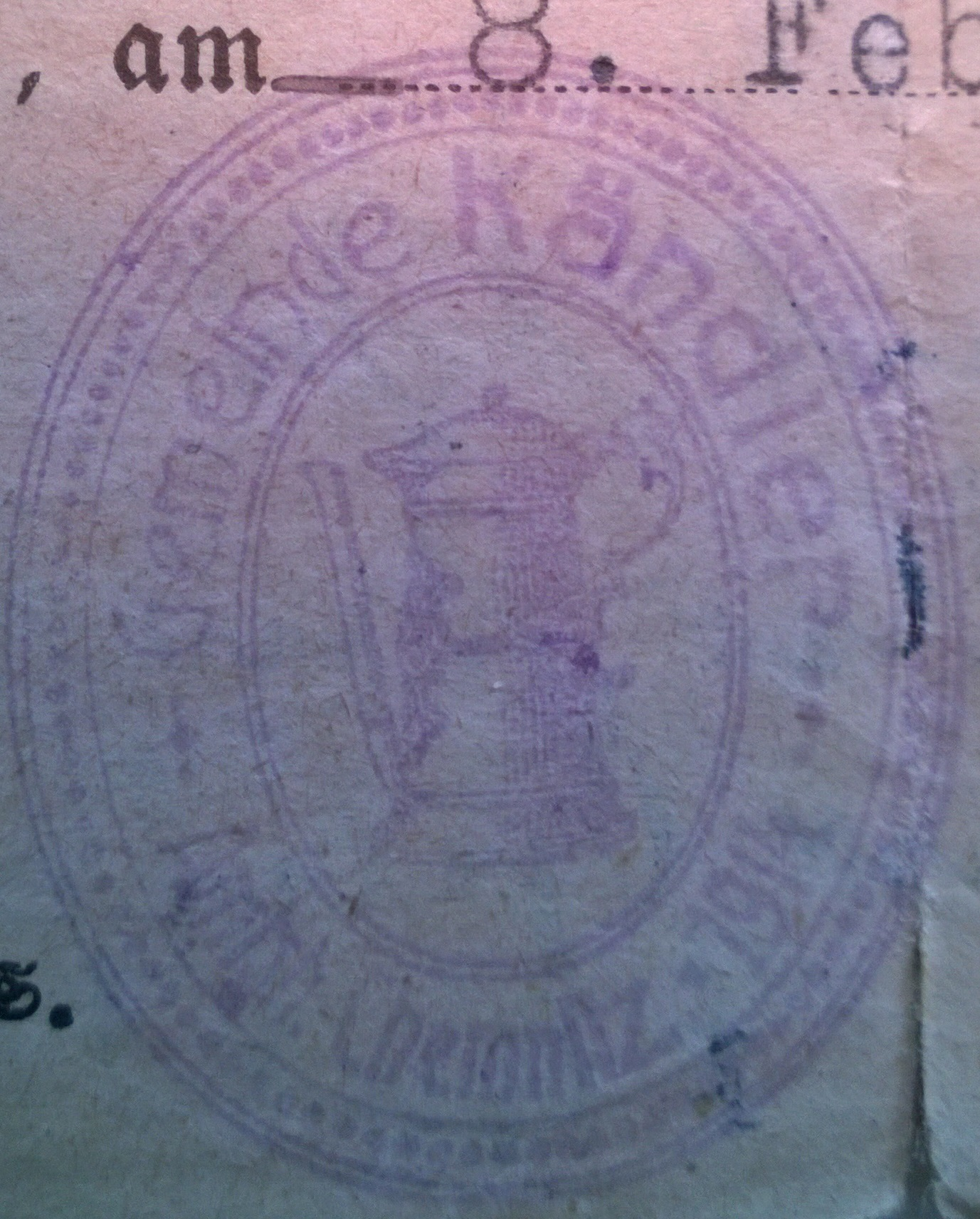
Ehemaliges Siegel der Gemeinde